# Oviñana (Cudillero)
Oviñana (en asturiano: Ouviñana) es una parroquia del concejo de Cudillero, en el Principado de Asturias (España). Alberga una población de 553 habitantes (farriegos) en 327 viviendas. Ocupa una extensión de 4,26 km².
Está situada en la zona centro-norte del concejo. Limita al noroeste, norte y noreste con el mar Cantábrico; al este, con la parroquia de San Martín de Luiña; y al sur y suroeste, con la de Soto de Luiña.
Uno de los símbolos de Oviñana es el faro de Vidio, ubicado sobre el cabo del mismo nombre, y rodeado de acantilados que rondan los 100 metros de altura. Son numerosas también las playas existentes en la parroquia, entre las que destacan Vallina, el Sablón, el Gallo, el Gallín, Cueva, Peñadoria, Grandas, San Cidiellu, Maurieyu, Purtiella, Puertochico, o Castrillón.
La erosión del agua marina ha propiciado la formación de cuevas naturales en las rocas de los acantilados, destacando la ubicada bajo el faro y conocida como La Iglesiona, al tener forma de cúpula.[cita requerida]
Alguno de los edificios más significativos del pueblo son: la iglesia, la escuela, la cofradía de pescadores, una pequeña capilla en el lugar de Vivigo, o los molinos junto al río que desemboca en la playa de Vallina. También existen unas construcciones típicas de la zona conocidas con el nombre de "mariñanas".[cita requerida]
Se celebran las fiestas de la jira, a principios de julio; y las de San Roque, patrón de la parroquia, los días 15, 16 y 17 de agosto. También existen otras muchas fiestas menores, como el "antroxu" (o carnaval), o San Juan.[cita requerida]

## Poblaciones
Según el nomenclátor de 2009 la parroquia está formada por las poblaciones de:
- Riego Abajo (Rieguabaxu en asturiano) (lugar): 232 habitantes.
- Riego Arriba (Rieguarriba) (lugar): 224 habitantes.
- Vivigo (Vivíu) (lugar): 97 habitantes.